# Blindkejsarfoting
Blindkejsarfoting (Cylindroiulus vulnerarius) är en mångfotingart som först beskrevs av Berlese 1888.  Blindkejsarfoting ingår i släktet Cylindroiulus och familjen kejsardubbelfotingar. Arten är reproducerande i Sverige. Inga underarter finns listade i Catalogue of Life.